# のび太・ジャイアン症候群
のび太・ジャイアン症候群（のびた・ジャイアンしょうこうぐん）は、司馬理英子（本名: 松浦理英子）が命名した造語。実際には正式な医学用語ではない。星野仁彦という精神科医が「ジャイアン型」「のび太型」の分類を使用している。
藤子・F・不二雄の漫画作品『ドラえもん』の登場人物、のび太とジャイアンに由来し、司馬理英子の書籍内にて注意欠陥・多動性障害 (ADHD) の症例をのび太とジャイアンという馴染み深いキャラクターで例えて伝えようとした。

## 概要

### 造語の周知
1997年、造語の提唱者である司馬は日本人には馴染み深い『ドラえもん』の登場人物に典型的なADHDの症状がみられることから、「のび太・ジャイアン症候群」という愛称を付けてADHDを日本に紹介をした。具体的には、短気で怒りっぽく乱暴な児童を「ジャイアン型」、引っ込み思案で自信がなく、自己主張ができない児童を「のび太型」に分類している。また、『精神障害の診断と統計マニュアル』第4版 (DSM-IV) では、のび太・ジャイアン症候群、すなわちADHDを、行動障害に分類しているが、その診断基準を分かりやすいように言い換えも行っている。
司馬の著書である『のび太・ジャイアン症候群』が発表された当時には、この用語が雑誌や新聞などのマスコミでも取り上げられたほか、司馬以外の研究者によっても「のび太・ジャイアン症候群」と冠した講演会が開催されたこともあり、ADHDの認知度向上に貢献した。2005年には、山崎雅保や白井由佳といった識者の見解を紹介しながら毎日新聞で「のび太・ジャイアン症候群」に関する特集が組まれたこともあった。

## 実際の用法
精神科医の星野仁彦は、『発達障害に気づかない大人たち』で「ジャイアン型」「のび太型」の分類を使っている。同書によれば、「ADHDやASD（アスペルガー症候群）などの発達障害者の大きな特徴の一つ」として、「感情の不安定性」がある。発達障害者は「大きくなった子ども」と呼ばれることがあり、すなわち発達障害者は「気分や感情のセルフコントロールがうまくできず、極めて不安定」だとされている。
ADHDは
- 多動・衝動性優勢型（ジャイアン型）
- 不注意優勢型（のび太型）

に大別される。以下は同書からの引用。
このため発達障害者の人格は、「気分屋で情緒不安定でストレスや欲求不満に耐えられない、未熟な人格」と見なされることが多い。発達障害者のパートナーや友人たちはよく、「大きくなった子ども」と形容するという。